# 莫维利 (科多尔省)
莫维利（法語：Mauvilly）是法国科多尔省的一个市镇，属于蒙巴尔区（Montbard）艾涅勒迪克县（Aignay-le-Duc）。该市镇总面积15.31平方公里，2009年时的人口为75人。

## 人口
莫维利人口变化图示